# Ron Steens

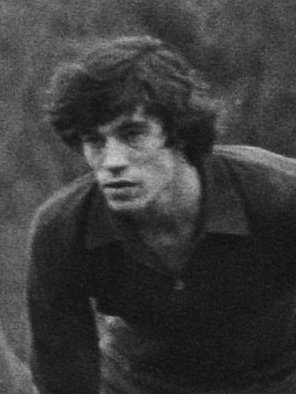
Ron Steens (1976)

Ronaldus „Ron“ Franciscus Johannes Steens (* 18. Juni 1952 in Rotterdam; † 30. September 2024) war ein niederländischer Hockeyspieler, der 1973 Weltmeister und 1978 Weltmeisterschaftszweiter war. 1974 war er Europameisterschaftsdritter und 1978 Europameisterschaftszweiter.

## Sportliche Karriere
Der Mittelfeldspieler Ron Steens bestritt von 1973 bis 1985 167 Länderspiele für die niederländische Nationalmannschaft, in denen er 43 Tore erzielte.
Sein viertes Länderspiel war das erste Spiel der Niederländer bei der Weltmeisterschaft 1973 in Amstelveen. Die Niederländer belegten in der Vorrunde den zweiten Platz hinter der Mannschaft Pakistans. Im Halbfinale gegen die deutsche Mannschaft gewannen die Niederländer genauso im Siebenmeterschießen wie im Finale gegen die Inder. Steens war zwar in beiden Spielen dabei, beim Siebenmeterschießen schaute er aber nur zu.
Im Jahr darauf unterlagen die Niederländer im Halbfinale der Europameisterschaft 1974 in Madrid der spanischen Mannschaft mit 0:1, gewannen aber das Spiel um Bronze gegen das englische Team mit 4:1. Ron Steens erzielte im Spiel um den dritten Platz einen Treffer. 1975 belegten die Niederländer den neunten Platz bei der Weltmeisterschaft in Kuala Lumpur. Bei den Olympischen Spielen 1976 in Montreal war Steens in allen sieben Spielen dabei, erzielte aber keinen Treffer. Die Niederländer gewannen ihre Vorrundengruppe, unterlagen aber im Halbfinale der neuseeländischen Mannschaft in der Verlängerung. Abschließend verloren sie auch das Spiel um die Bronzemedaille gegen Pakistan.
Bei der Weltmeisterschaft 1978 in Buenos Aires belegten die Niederländer in ihrer Vorrundengruppe den zweiten Platz hinter Pakistan. Nach einem 3:2-Sieg im Halbfinale über die Australier trafen die Niederländer im Finale erneut auf Pakistan und unterlagen mit 2:3. Ron Steens erzielte seinen einzigen Treffer des Turniers im Vorrundenspiel gegen Malaysia. Bei der Europameisterschaft 1978 in Hannover traf Ron Steens in der Vorrunde zweimal. Auch hier erreichte die niederländische Mannschaft das Finale, verlor aber dann in der Verlängerung gegen die deutsche Mannschaft. 1980 verpasste Ron Steens seine zweite Olympiateilnahme wegen des Olympiaboykotts. Nach vier Jahren Länderspielpause kehrte er 1984 noch einmal zurück ins Nationalteam. Bei den Olympischen Spielen 1984 in Los Angeles war er in allen sieben Spielen dabei und belegte mit der niederländischen Mannschaft den sechsten Platz.
Ron Steens spielte beim HC Klein Zwitserland in Den Haag und war mit dieser Mannschaft mehrfach niederländischer Meister. Er war der ältere Bruder von Tim Steens.